# Mamba czarna
Mamba czarna (Dendroaspis polylepis) – gatunek jadowitego węża z rodziny zdradnicowatych (Elapidae), występujący w Afryce Subsaharyjskiej.

## Zasięg występowania
Mamba czarna zamieszkuje Sahel, środkową i południową Afrykę. Na północy zasięg jej występowania sięga po Dakar.

## Systematyka
Cześć badaczy wyróżniała dwa podgatunki Dendroaspis polylepis:
- D. p. polylepis Günther, 1864
- D. p. antinori Peters, 1873

Obecnie gatunek ten zwykle uznawany jest za monotypowy.

## Opis
Mamba czarna jest największym jadowitym wężem w Afryce, o długości przekraczającej 2,5 m, ale dochodzącej niekiedy do ponad 4,5 m. Nazwa gatunkowa węża pochodzi od czarnej barwy wnętrza pyska. Rzeczywisty kolor węża jest zróżnicowany, od oliwkowego, przez brązowy po lśniącoczarne. Jest to jeden z najszybszych węży na świecie, zdolny poruszać się z szybkością do 20 km na godzinę (największa zanotowana szybkość wyniosła 24 km/h).

## Biotop
Zarośla i lasy. Często wspina się na drzewa (Dendroaspis oznacza „wąż drzewny”). Mamba czarna jest wężem terytorialnym, i chociaż zazwyczaj ustępuje w obliczu zagrożenia, może się stać bardzo agresywna, gdy nie ma drogi odwrotu. Potrafi się wtedy bardzo wysoko podnieść – szczególnie duże węże są w stanie sięgnąć twarzy dorosłemu człowiekowi. Uderza szybko i wielokrotnie kąsa. Jedno ukąszenie wydziela od 100 do 400 mg jadu, gdy dla dorosłego człowieka śmiertelną dawką jest 10–15 mg. Poluje zwykle na drobne zwierzęta, zwłaszcza myszy, szczury, jaszczurki i ptaki – po jednokrotnym ukąszeniu wycofuje się i czeka na sparaliżowanie ofiary. Mamby są aktywne przez całą dobę.

## Biologia
W niewoli żyje do 12 lat, nie jest znana długość życia w stanie dzikim, ani wiek dojrzewania płciowego. Samica składa średnio 6–15 dużych jaj (70x35 mm), zwykle w kopcach termitów, gdzie dojrzewają przez 80–90 dni. Długość wyklutych młodych sięga 60 cm, ale w ciągu roku osiągają one już 2 m.

## Jad
Wysoce toksyczny – zawiera neurotoksynę (która jest też kardiotoksyczna), zwykle śmiertelną, jeśli w ciągu kilku godzin nie zostanie zastosowane antidotum – zazwyczaj konieczne jest stosowanie dużych ilości antytoksyny, do 10 ampułek. Neurotoksyna oddziałuje na układ nerwowy ofiary, paraliżując mięśnie – ofiara zachowuje świadomość, ale jest sparaliżowana. Śmierć następuje wskutek uduszenia, zwykle w ciągu 7–15 godzin od ukąszenia. Obecnie śmiertelność w Południowej Afryce jest szacowana na 20% przypadków ukąszenia, co jest wynikiem rozwiniętego systemu pomocy medycznej.
Badania nad jadem mamby czarnej pomogły w zrozumieniu odczuwania bólu i działania kanałów jonowych wykrywających kwasy (ASIC). Toksyny hamują odczuwanie bólu poprzez blokowanie ich funkcjonowania. Działanie przeciwbólowe jest porównywalne z morfiną, jednak nie generuje skutków ubocznych specyficznych dla leków opioidowych. Wciąż prowadzone są badania, mające na celu stworzenia nowych środków przeciwbólowych na bazie toksyn z jadu mamby czarnej.
Zanotowano przypadki zabicia przez mambę dużych zwierząt afrykańskich, przez których skórę mogą się przebić stosunkowo krótkie zęby jadowe – np. żyraf, atakowanych zarówno z ziemi, jak i z gałęzi drzew. Zdarzają się też przypadki zabijania pasącego się lub pędzonego bydła. Jad mamby jest przedmiotem badań biologów, ze względu na możliwe zastosowania medyczne.

## Relacje z człowiekiem

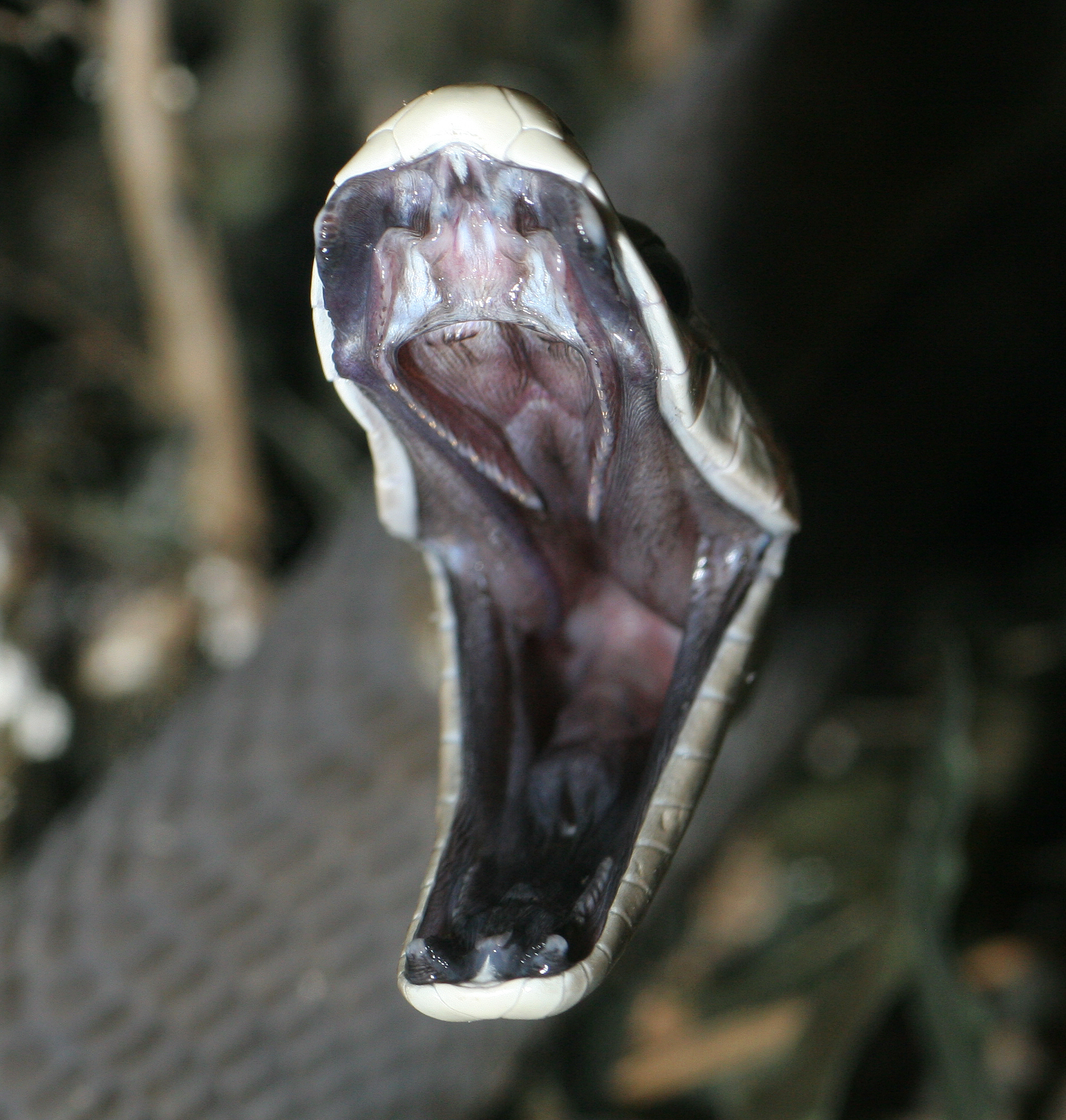
Czarne wnętrze paszczy i atak czarnej mamby

Agresywny charakter (przyrodnicy używają niekiedy określenia „histeryczny”) i szybkość mamby budzą lęk wśród mieszkańców wiosek afrykańskich i są kanwą dla krążących o niej legend – najbardziej znaną, niepotwierdzoną jednak przez niezależnych badaczy, jest historia o zabiciu całej afrykańskiej rodziny śpiącej w otwartej chacie. Powszechnym mitem jest też rzekoma skłonność mamb do ścigania ludzi. Długość i gibkość jej ciała powodują to, że wąż ten może podnosić się na dość dużą wysokość. Istnieją relacje, że ludzie bywali kąsani w nos i w czoło. Węże te są jednak stosunkowo rzadkie i wielu badaczy występuje o ich ochronę, zwłaszcza że coraz częściej osiedla ludzkie wkraczają na tereny zamieszkiwane przez mamby.